# Alessandra Panaro
Pour les articles homonymes, voir Panaro.
Alessandra Panaro, née le 14 décembre 1939 à Rome et morte à Genève le 1er mai 2019, est une actrice italienne.

## Biographie
Alessandra Panaro commence sa carrière en 1954 par de petits rôles pour les prolifiques réalisateurs de l’époque que sont Giorgio Simonelli, Mauro Bolognini ou Marino Girolami.
En 1956, elle tourne pour Dino Risi dans la farce comique Pauvres mais beaux, premier volet d’une trilogie à succès qui sera suivi par Beaux mais pauvres et Poveri milionari.
En 1958, elle retrouve sa partenaire de la trilogie de Risi Lorella De Luca dans le jeu télévisé Il Musichiere. Elles sont alors les assistantes du présentateur Mario Riva.
En 1960, elle participe au film Rocco et ses frères (Rocco e i suoi fratelli) de Luchino Visconti en incarnant à l’écran l’épouse de Ciro, l’un des frères de la famille Parondi.
Dans les années soixante, elle joue dans des films d’aventures et d’actions historiques, comme dans Ulysse contre Hercule (Ulisse contro Ercole) de Mario Caiano ou elle incarne la belle Hélène.

### Mort
Alessandra Panaro est morte le 1er mai 2019 dans une clinique de Genève à l'âge de 79 ans.

### Famille
Alessandra Panaro a d'abord été mariée au banquier italo-égyptien Jean-Pierre Sabet. Veuve, elle épouse en 1992 l'acteur Giancarlo Sbragia.

## Filmographie
- 1954 : Il barcaiolo di Amalfi de Mino Roli
- 1955 : Les Amoureux (Gli Innamorati) de Mauro Bolognini
- 1955 : Il campanile d'oro de Giorgio Simonelli
- 1956 : Destinazione Piovarolo de Domenico Paolella
- 1956 : Cantando sotto le stelle (it) de Marino Girolami
- 1956 : Guardia, guardia scelta, brigadiere e maresciallo de Mauro Bolognini
- 1956 : I miliardari de Guido Malatesta
- 1956 : La trovatella di Pompei de Giacomo Gentilomo
- 1956 : Mamma sconosciuta de Carlo Campogalliani
- 1956 : Pauvres mais beaux (Poveri ma belli) de Dino Risi
- 1957 : Amore e chiacchiere d'Alessandro Blasetti
- 1957 : Beaux mais pauvres (Belle ma povere) de Dino Risi
- 1957 : Lazzarella de Carlo Ludovico Bragaglia
- 1958 : Si le roi savait ça de Caro Canaille et Edoardo Anton
- 1958 : Avventura a Capri de Giuseppe Lipartiti
- 1958 : Cigarettes, Whisky et P'tites Pépées de Maurice Régamey
- 1958 : L'ultima canzone de Pino Mercanti
- 1958 : Poveri milionari de Dino Risi
- 1958 : Totò, Peppino et les Fanatiques (Totò, Peppino e le fanatiche) de Mario Mattoli
- 1959 : Cerasella de Raffaello Matarazzo
- 1959 : I ragazzi dei Parioli de Sergio Corbucci
- 1959 : Il raccomandato di ferro de Marcello Baldi
- 1959 : Le notti dei teddy boys de Leopoldo Savona
- 1960 : Rocco et ses frères (Rocco e i suoi fratelli) de Luchino Visconti
- 1961 : Les Bacchantes (Le baccanti) de Giorgio Ferroni
- 1961 : Mariti a congresso de Luigi Filippo D'Amico
- 1961 : Ave Maria (Pecado de amor) de Luis César Amadori
- 1962 : Le Fils du capitaine Blood (Il Figlio del capitano Blood) de Tulio Demicheli
- 1962 : Il mio amore è scritto sul vento de Luis César Amadori
- 1962 : Ulysse contre Hercule (Ulisse contro Ercole) de Mario Caiano
- 1962 : Le Secret de d'Artagnan (Il colpo segreto di d'Artagnan) de Siro Marcellini
- 1963 : Hercule contre Moloch (Ercole contro Molock) de Giorgio Ferroni
- 1963 : Le Bourreau de Venise (Il boia di Venezia) de Luigi Capuano
- 1964 : Le Temple de l'éléphant blanc (Sandok, il Maciste della giungla)
- 1965 : Trente Fusils pour un tueur (30 Winchester per El Diablo) de Gianfranco Baldanello : Pamela Webb
- 1965 : Les Mercenaires du Rio Grande (Der Schatz der Azteken) de Robert Siodmak
- 1965 : Die Pyramide des Sonnengottes de Robert Siodmak
- 1966 : La notte dell'addio de Renato Borraccetti
- 1967 : Gli altri, gli altri e noi de Maurizio Arena
- 1976 : La madama de Duccio Tessari
- 2009 :  A Grande Família - série TV, 1 épisode
- 2016 : La notte è piccola per noi, de Gianfrancesco Lazotti